# Marek Kozak
Marek Witold Kozak (ur. 16 listopada 1955, zm. 30 kwietnia 2021) – polski naukowiec, doktor habilitowany, profesor nadzwyczajny Uniwersytetu Warszawskiego, członek zespołu badawczego EUROREG. Specjalizuje się w zakresie badań nad polityką regionalną i turystyczną, rozwojem regionalnym i zarządzaniem rozwojem.

## Życiorys
Studia ukończył w 1980 w Instytucie Socjologii (obecnie: Wydział Socjologii) Uniwersytetu Warszawskiego. Doktoryzował się w 1986 roku w Instytucie Filozofii i Socjologii PAN. W latach 1990–1991 stypendysta w London School of Economics. Ukończył studia podyplomowe z zakresu prawa i gospodarki europejskiej w École nationale d'administration oraz Krajowej Szkole Administracji Publicznej (1999). Habilitację uzyskał w Instytucie Studiów Politycznych PAN w 2009 roku na podstawie dorobku naukowego i rozprawy pt. "Turystyka i polityka turystyczna a rozwój: między starym a nowym paradygmatem".
Członek Komitetu Przestrzennego Zagospodarowania Kraju PAN, Polskiego Towarzystwa Socjologicznego, Regional Studies Association oraz Regional Science Association. Członek redakcji czasopisma naukowego "Studia Regionalne i Lokalne" wydawanego przez EUROREG. Brał udział w wielu projektach badawczych (krajowych i europejskich), m.in. ESPON. Wykładowca Collegium Civitas.
W pracy badawczej M. Kozak zajmował się tematyką m.in. polityki regionalnej, turystycznej i spójności, a także ewaluacji oraz transformacji systemowej w Polsce.
Współautor "Słownika rozwoju regionalnego" (wyd. 2001, ISBN 83-87174-34-3, wraz z A. Pyszkowskim i R. Szewczykiem).
Autor publikacji "Zamki, pałace, dwory w Polsce" 